# Aulacus pterostigmatus
Aulacus pterostigmatus är en stekelart som först beskrevs av Gyöö Viktor Szépligeti 1903.  Aulacus pterostigmatus ingår i släktet Aulacus och familjen vedlarvsteklar. Inga underarter finns listade.